# Titlul vaporilor
În termodinamică titlul vaporilor este fracția masică a vaporilor într-un amestec saturat de lichid și vapori. Cu alte cuvinte, vaporii saturați au un „titlu” de 100 %, iar lichidul saturat are un „titlu” de 0 %. Titlul vaporilor este o proprietate intensivă care poate fi utilizată împreună cu alte proprietăți intensive independente pentru a defini starea termodinamică a fluidului de lucru al unui sistem termodinamic. Nu are nicio semnificație pentru substanțele care nu sunt amestecuri saturate (de exemplu lichide comprimate sau supraîncălzite). Titlul vaporilor este o cantitate importantă în timpul etapei de destindere adiabatică în diferite cicluri termodinamice (cum ar fi Ciclul Clausius-Rankine etc.). Fluidele de lucru pot fi clasificate prin pe baza apariției picăturilor în vapori în timpul etapei de expansiune.

## Calcul
Titlul χ poate fi calculat împărțind masa vaporilor la masa întregului amestec:
{\displaystyle \chi ={\frac {m_{v}}{m_{v}+m_{l}}}}
unde m este masa, iar indicii v și l se referă la vapori, respectiv la lichid.

## Parametru de stare
Conform postulatului de stare, pentru definirea stării termodinamice a unui sistem termodinamic sunt necesari doi parametri intensivi independenți. La saturație, temperatura T a amestecului de vapori și lichid este legată de presiunea p la care se află amestecul, conform curbei de saturație a substanței respective. Deci parametrii p și T nu sunt independenți unul de altul, doar unul dintre ei putând defini starea termodinamică a unui astfel de sistem termodinamic. Al doilea parametru este tocmai titlul vaporilor, ca urmare acesta este un parametru de stare. Deoarece el nu depinde de mărimea sistemului, este o mărime fizică intensivă.

## Titlul aburului și lucrul mecanic
Originea ideii de titlu al vaporilor a apărut la originile termodinamicii, unde o aplicație importantă a fost motorul cu abur. Aburul cu titlu scăzut ar conține un procent ridicat de umiditate. „Titlul aburului” descris cantitativ este proporția masică de abur saturat într-un amestec saturat de apă/abur. Cu alte cuvinte, un titlu al aburului de 0 indică 100 % lichid, în timp ce un titlu al aburului de 1 (sau 100 %) indică 100 % abur saturat.
Dacă motoarele cu abur, care folosesc aburul pentru acționarea pistoanelor pot funcționa cu abur cu titlu scăzut (adică cu umiditate mare), la turbinele cu abur, datorită destinderii aburului în treptele turbinei, ultimele trepte funcționează în domeniul „aburului umed”, unde aburul cu titlul sub 0,9 erodează paletele. Mișcarea pistoanelor, respectiv a paletelor produce lucrul mecanic.
Titlul aburului suflat în fluierele cu abur (de exemplu cel de la locomotivele cu abur este variabil, fapt de care depinde înălțimea sunetului produs. Titlul aburului determină viteza sunetului, care scade odată cu scăderea titlului din cauza inerției fazei lichide. De asemenea, volumul masic de abur pentru o anumită temperatură scade odată cu scăderea titlului.
Titlul aburului este foarte utilă în determinarea diferitelor mărimi termodinamice ale  amestecurilor de apă și abur saturat, deoarece sub punctul critic aceste mărimi diferă mult la abur față de apă. De obicei mărimile la saturație ale apei și aburului uscat sunt notate cu {\displaystyle ^{\prime }}, respectiv {\displaystyle ^{\prime \prime }.} Cu acestea, mărimile amestecului devin: 
- volumul masic: {\displaystyle v=v^{\prime }+\chi (v^{\prime \prime }-v^{\prime })}
- entalpia masică: {\displaystyle =i^{\prime }+\chi (i^{\prime \prime }-i^{\prime })}
- entropia masică: {\displaystyle s=s^{\prime }+\chi (s^{\prime \prime }-^{\prime })}
- energia internă masică: {\displaystyle u=u^{\prime }+\chi (u^{\prime \prime }-^{\prime }).}